# 市田兵七
市田 兵七（いちた/いちだ ひょうしち、1856年4月29日（安政3年3月25日） - 1914年（大正3年）5月29日）は、明治時代の政治家、銀行家。衆議院議員（2期）。

## 経歴
陸奥弘前藩領津軽郡木作新田（青森県西津軽郡木造町を経て現つがる市）に生まれる。近江国神崎郡市田村（滋賀県神崎郡竜田村、北五個荘村、五個荘町を経て現東近江市）を本拠とした市田家の子孫。1885年（明治18年）西津軽郡会議員に当選し、議長代行者を務める。1891年（明治24年）には青森県会議員となり、1904年（明治37年）の第9回衆議院議員総選挙では工藤行幹の急死に伴う補欠選挙で当選した。第10回総選挙でも憲政本党の非公認で出馬し当選。衆議院議員を2期務めた。ほか、先代が創設した木造両盛銀行頭取を務めた。

## 親族
- 父：市田理平（銀行家、木造両盛銀行創設者）[1]
- 親戚:平山浪三郎 (貴族院議員)